# 繆慧遠
繆慧遠（1614年—1698年），字子長，號震澤，晚號寧齋，南直隸蘇州府吳縣人，清朝政治人物、詩人。

## 生平
順治二年（1645年）乙酉科江南鄉試舉人，四年（1647年）丁亥科進士。授壽陽縣知縣，為人耿直，得罪大吏，引疾歸里。

## 家族
來自江陰東興繆氏家族吳門支，為繆國維第三子，兄繆國隆子繆彤。